# جماعة النهضة
أخوية الروح (في 1974 صار اسمها جماعة النهضة) كانت من أكبر الكمْيونات وأصمدها في شمال شرق الولايات المتحدة، فكانت وصلة مميزة بين ظاهرة الكميونات في الستينيات وحركة العصر الجديد الحالية. استمرت من 1968 إلى 1988، وفي صعودها وسقوطها انعكاس لصعود قائدها وسقوطه، ذلك القائد المتقلب الكاريزمائي المدعو «مايكل (رابونزيل) ميتيليكا». مرت هوية أخوية الروح بعدة تغيرات بارزة في تاريخها البالغ 20 سنة.

## أخوية الروح: 1968–1973
وُلد مايكل ميتيليكا في 1950، ونشأ في بلدة ليدين بولاية ماساتشوستس. عندما بلغ 16، سنة ترك مدرسته الثانوية، وبعد قراءة مقالة عن عصابة الدراجات النارية المدعوة «ملائكة الجحيم»، رحل إلى كاليفورنيا لينضم إليها، لكن صدّته طبيعتها العنيفة، وبدلًا منها انجذب إلى ظاهرة «صيف الحب» في 1967، لكنه عاد إلى ليدين في العام اللاحق. في مايو 1968، طلب من دوني هيرون (أحد مزارعي التوت الأزرق المحليين) أن يبني على أرضه كوخًا شجريًا، وبعد إذنه عاش هناك في تأمل انعزالي، مساعدًا المزارعين مجانًا بلا عائد منتظر.
كان ميتيليكا يبحث عن أجوبة لخبراته الروحية، فاستشار النفسانية بيث سانت كلير وابن عمها تشارلز هابجود، أستاذ كلية كين ومؤلف كتاب «قشرة الأرض المتحولة» الذي كتب مقدمته ألبرت أينشتاين. فقدّماه إلى مزارع اسمه إلوود بابيت، وكان وسيط غَشية في عُرف إدجار كايس. اعتقد هؤلاء أن الأرض على وشك أن تمر بتغيرات كارثية استعدادًا «لعصر الدلو». وبابيت تحديدًا، ذكر أنه كان يتلقى معلومات من مرشده الروحي، الذي حذر من أن سلوك البشرية الأناني المدمر سيجعل الطبيعة تثور -حرفيًا- ثورانًا مدمّرًا كثير الضحايا، وأن ما وُصف بـ«التغيرات الأرضية» سيكون تمهيدًا للتنوير الروحاني لعصر الدلو، الذي افتُرض أنه الخطوة التالية في تطور الجنس البشري.
صار ميتيليكا مثار اهتمام محلي، واجتذب أول متابعيه من بين أصدقاء طفولته. بعدما دمر بعض المحليين المرتابين كوخه الشجري في أواخر 1968، هام هو وفرقته الصغيرة حول البلدات التلّية المنتشرة في المنطقة، جاذبين أعضاء أكثر، ومعلِّمين آراءهم الروحانية في كنائس المنطقة ومدارسها حتى 1970، إذ أصبحوا 50 عضوًا. وضعت الجماعة قواعد تحظر المخدرات والسجائر والكحوليات واتخاذ أكثر من شريك جنسي. ومارس أعضاؤها التطهُّر من المَعايب بالتأمل والمصارحات الجماعية. أدرك ميتيليكا حينئذ أن بين يديه ما يستطيع أن يقيم به مجتمعًا متعمَّدًا مدروسًا قائمًا على معتقدات وممارسات روحانية. كان بابيت يرى أن الجماعات التي من قبيل الأخوية ستكون نذير العصر الجديد، حاملة حِكمتها العليا للناجين من تلك الكوارث العالمية.
في مارس 1970، اشترت الأخوية ملكية تبلغ مساحتها 25 فدانًا في وَرك بماساتشوستس، ومرت الجماعة بأول تحولاتها الجذرية. تزامن هذا النمو مع هجرة من هجرات الثقافة المضادة، إذ قرر ملايين من الأمريكيين الشباب الخائب أملهم في «المؤسسة» إبان حرب فيتنام- ترك الجامعات والمدن جماعيًا، والهجرة بحثًا عن أماكن جديدة. حينئذ ازداد أعضاء الجماعة فجأة إلى 150، فاشترت منزلًا آخر في مدينة نورثفيلد القريبة، وأنشأت مهجعًا في وارويك، ووضعت قواعد أخرى أشد صرامة. قلّ انخراط ميتيليكا في الكميونة، إذ كرّس معظم طاقته لفرقة الكميونة «سبيريت إن فليش» التي استهدفت توصيل رسالتهم الروحانية بواسطة الروك آند رول. في أواخر 1970، تعاقدت سبيريت إن فليش مع شركة متروميديا للتسجيلات، وأخذت الكميونة تكرس وقتها كله لترويج الفرقة.
كان أعضاء الأخوية القدامى يرَوْن فترة وَرك أقرب فترة إلى صورتهم المثالية للمجتمع الروحاني المتألف من أفراد مستقلين فكريًا. أتاحت لهم حماستهم الشبابية أن يتغلبوا على المصاعب العديدة التي واجهوها في بيئة منعزلة مكرّسة للنضج الشخصي والتدبّر الروحاني. رأى كثير ممن جاؤوا من خلفيات حضرية أن وَرك تتيح اكتفاء ذاتيًا حقيقيًا، بقطع الأشجار والبناء وزراعة الغذاء في المنزل وتعليبه، وبالقدرة على الاستمتاع بالحياة من غير تشتيتات وسائل الإعلام السائدة. بُني اعتقادهم الروحاني على جوانب من البوذية وأفكار حركة العصر الجديد، إلى جانب نسخة مسيحية مستنيرة شبه غنوصية. كان من عقائدهم الرئيسية: التأمل وتناسخ الأرواح وقوة التفكير الإيجابي.
أُنفِقت السنتان 1971 و1972 على أنشطة محمومة متعلقة بفرقة سبيريت إن فليش، منها نشر ملصقات مطبوعة بالشاشة الحريرية في جميع أنحاء الولايات المتحدة، وحتى في بعض أنحاء أوروبا. كان دعم شركة التسجيلات بطيئًا، فتبنّت الكميونة أساليب ترويجية ملتوية، منها: مسيرات في نيويورك، ومداخلات هاتفية كثيرة مع متروميديا، والتسلل إلى البرامج الحوارية التليفزيونية المشهورة لإعلان نجاح الفرقة الوشيك. وبلغت تلك الأساليب ذروتها في حفل قليل الحضور بقاعة كارنيجي. بيع من الألبوم الأول الذي ظهر على غلافه جميع أعضاء الكميونة: أقل من 1000 نسخة.
إلى جانب النشاطات الخاصة بالفرقة، كانت الأخوية قد تطورت إلى كيان فعال، فأنشأت بنية تحتية متقَنة شملت: إدارة الأعمال ورعاية الأطفال وصيانة السيارات والزراعة والإنتاج الغذائي. وتنازل أعضاء جدد عن جميع أموالهم وممتلكاتهم، مُعلنين التزامهم بالكميونة «مدى الحياة». ثم نشأ خلاف لأن أعضاء الأخوية كانوا ذات فترة يعيشون على الدعم الحكومي، في حين أُهدي إلى ميتيليكا سيارة رولز رويس. ونشأت نزاعات كثيرة مع مسؤولين محليين بسبب ما انتُهك من قانون البناء في منازل الكميونة وأنظمتها الخاصة بالصرف الصحي. في أواخر 1972، افتتحت الكميونة شركتها الأولى، حين بلغ أعضاؤها 300 عضو. وأخذت تنشر مجلة اسمها «فري سبيريت بريس» على طول الساحل الشرقي، بواسطة حافلة مدرسية مرسوم عليها قوس قزح. في العام نفسه، اشترت الكميونة مبنى مسرح شِيَا في مدينة تيرنرز فولز (وهي مدينة قريبة من مدينة جرينفيلد، أكثر سكانها من الطبقة العاملة). أصدر ميتيليكا قرارًا يُلزم كل عضو بالبحث عن عمل خارج الكميونة. بحلول ذلك الوقت كان ذِكر أخوية الروح قد ورد في مجلات وول استريت ولوك وفاميلي سيركل ومادموزيل، وظهرت في برنامج 60 دقيقة وبرنامج ديفيد فروست.